# オリエント急行殺人事件 (1974年の映画)
『オリエント急行殺人事件』（オリエントきゅうこうさつじんじけん Murder on the Orient Express）は、1974年のイギリスのミステリ映画。監督はシドニー・ルメット、主演はアルバート・フィニー。アガサ・クリスティの1934年発表の小説『オリエント急行の殺人』を映画化した作品で、豪華なキャストが話題になった。
映画は1974年11月24日に北米で公開されヒットを記録、アメリカ国内でおよそ3500万ドルの興行収入を挙げた。同年度の第47回アカデミー賞では、主演男優賞、助演女優賞、脚色賞、撮影賞、作曲賞、衣装デザイン賞の6部門でノミネートされた。そのうちイングリッド・バーグマンが助演女優賞を受賞した。

## ストーリー
イスタンブールで事件を解決した私立探偵エルキュール・ポアロは、新しい事件のためオリエント急行で急遽ロンドンに向かうことになった。ところが列車はそのシーズンにしては珍しく混んでおり、一等寝台車は満室であった。ポアロはホテルで友人のビアンキに再会する。オリエント急行を所有する国際寝台車会社の重役である彼の計らいにより、ポアロはなんとかオリエント急行に乗り込むことに成功する。イスタンブールを出て2日目の夜、雪のために列車はバルカン半島内のある場所で停車してしまう。そしてその翌朝、一等車に宿泊していた裕福なアメリカ人の乗客ラチェット・ロバーツが死体で発見される。ポアロは彼から命を狙われていると相談を受けたが、嫌悪感から断っていたのである。
ポアロとビアンキは、二等車への乗車にて捜査対象外とされたギリシャ人医師コンスタンティン、フランス人車掌ピエール・ミシェルと共に捜査に乗り出す。コンスタンティン医師の検死により、ラチェットは合計で12回刺されており、そのうち少なくとも3回が致命傷になるほど深かったことが分かった。被害者のポケットにあった止まった時計、そして容疑者たちの当夜の行動によるポアロの推理により、ラチェットは深夜1時半頃に殺されたと判断された。死亡推定時刻は雪によって列車が停車した時間よりも前であり、積雪に犯人が逃亡した跡がなかったこと、一等車から他の車両への通路に鍵が掛けられていたことから、犯人は「一等車の乗客の中にいる可能性が極めて高い」と思われた。
以上の手掛かりを元に、ポアロは一等車の乗客の尋問を開始する。そしてポアロは「ラチェットの隠された過去」を暴き出す。実はラチェットは、カッセッティと呼ばれるマフィアのボスだったのだ。数年前、カッセッティとその部下は、アメリカに移住した裕福なイギリス人のアームストロング大佐の赤ん坊デイジーを誘拐した。その赤ん坊は身代金が支払われた後に死体で発見され、次の子供を妊娠していたアームストロング夫人は死産の末に命を落とし、犯人の一味と誤解されたメイドのポーレットは自殺し、そして一連の悲劇に疲弊したアームストロング大佐も自ら命を絶ってしまった。その後、カッセッティの共犯者は逮捕されたが、カッセッティ本人は国外逃亡して罪を免れていた。
ラチェットは、正義の名の下に殺されてもやむをえないような人物だった。かといって、このまま殺人犯を見逃すわけにもいかない。果たして殺人を遂行したのは一体誰なのか?　国際色豊かな乗客たちには相互に何のつながりもないと思われたが、彼らには他の乗客を証人とする完璧なアリバイがあった。ポアロの灰色の脳細胞が導き出した事件の真相は、予想もつかないものだった。

## 登場人物
エルキュール・ポアロ
演 - アルバート・フィニー
ベルギー出身の名探偵。オリエント急行で旅行中に殺人事件に巻き込まれる。映画では鼻持ちならない人物という特徴が強調されている。
ラチェット・ロバーツ
演 - リチャード・ウィドマーク
殺人事件の被害者。裕福なアメリカ人。
ヘクター・マックイーン
演 - アンソニー・パーキンス
被害者の秘書兼通訳。アメリカ人青年。
エドワード・ベドウズ
演 - ジョン・ギールグッド
被害者の執事。イギリス人。
アーバスノット大佐
演 - ショーン・コネリー
インドからイギリスへ帰る途中の英国軍大佐。『丘』（1965年、イギリス）の撮影以来コネリーとルメット監督が親しいことから配役はスムーズに決まったという（DVD特典映像インタビューより）。
メアリー・デベナム
演 - ヴァネッサ・レッドグレイヴ
バグダッドで教師をしていたイギリス人女性。
ナタリア・ドラゴミロフ公爵夫人
演 - ウェンディ・ヒラー
老齢のロシア人貴婦人。
ヒルデガルド・シュミット
演 - レイチェル・ロバーツ
ドラゴミロフ公爵夫人のメイド。中年のドイツ人女性。
ハリエット・ベリンダ・ハッバード夫人
演 - ローレン・バコール
中年のアメリカ人女性。おしゃべり好きで騒がしい。
グレタ・オルソン
演 - イングリッド・バーグマン
中年のスウェーデン人宣教師。アフリカに伝道するための資金集め旅行から帰ってきたところ。イングリッド・バーグマンは当初ドラゴミロフ公爵夫人役を打診されたが、オルソン役を強く希望し、神経質で少しエキセントリックなところがあるこの人物を演じた（DVD映像特典インタビューより）。
バーグマンは本作でアカデミー助演女優賞を獲得した。
ルドルフ・アンドレニイ伯爵
演 - マイケル・ヨーク
ハンガリーの外交官。フランスへ行く途中。
エレナ・アンドレニイ伯爵夫人
演 - ジャクリーン・ビセット
アンドレニイ伯爵の若くて美しい夫人。
サイラス・“ディック”・ハードマン
演 - コリン・ブレイクリー
スカウトマンと称するが、実はピンカートン探偵社に勤める探偵。ラチェットから護衛を依頼されている、というが、ラチェット自身がポワロに護衛を依頼したことから、不審をもたれる。
ジーノ・フォスカレッリ
演 - デニス・クイリー
シカゴで車販売をしている陽気なイタリア人。
ピエール・ミシェル車掌
演 - ジャン＝ピエール・カッセル
フランス人車掌。会社重役のビアンキや一等客室の乗客たちにも顔が知られているベテラン車掌。
コンスタンティン医師
演 - ジョージ・クールリス
ギリシャ人医師。
ビアンキ
演 - マーティン・バルサム
国際寝台車会社の重役。

## キャスト
| 役名                                 | 俳優                       | 日本語吹替                                                               |
| 役名                                 | 俳優                       | テレビ朝日版 （追加収録部分）                                            |
| ------------------------------------ | -------------------------- | ------------------------------------------------------------------------ |
| エルキュール・ポアロ                 | アルバート・フィニー       | 田中明夫 （塾一久）                                                      |
| ラチェット・ロバーツ                 | リチャード・ウィドマーク   | 大塚周夫                                                                 |
| ヘクター・マックイーン               | アンソニー・パーキンス     | 西沢利明                                                                 |
| エドワード・ベドウズ                 | ジョン・ギールグッド       | 塩見竜介 （石住昭彦）                                                    |
| アーバスノット大佐                   | ショーン・コネリー         | 近藤洋介                                                                 |
| メアリー・デベナム                   | ヴァネッサ・レッドグレイヴ | 小沢左生子 （竹村叔子）                                                  |
| ナタリア・ドラゴミロフ公爵夫人       | ウェンディ・ヒラー         | 川路夏子 （京田尚子）                                                    |
| ヒルデガルド・シュミット             | レイチェル・ロバーツ       | 中西妙子                                                                 |
| ハリエット・ベリンダ・ハッバード夫人 | ローレン・バコール         | 楠侑子 （谷育子）                                                        |
| グレタ・オルソン                     | イングリッド・バーグマン   | 水城蘭子 （園田恵子）                                                    |
| ルドルフ・アンドレニイ伯爵           | マイケル・ヨーク           | 納谷六朗                                                                 |
| エレナ・アンドレニイ伯爵夫人         | ジャクリーン・ビセット     | 鈴木弘子                                                                 |
| サイラス・“ディック”・ハードマン     | コリン・ブレイクリー       | 村越伊知郎                                                               |
| ジーノ・フォスカレッリ               | デニス・クイリー           | 小林清志                                                                 |
| ピエール・ミシェル車掌               | ジャン＝ピエール・カッセル | 小川真司                                                                 |
| コンスタンティン医師                 | ジョージ・クールリス       | 松村彦次郎 （堀部隆一）                                                  |
| ビアンキ                             | マーティン・バルサム       | 富田耕生                                                                 |
| 不明 その他                          | N/A                        | 田原アルノ 田中幸四郎 山本敏之 山崎勢津子 追加収録部分 桐本琢也 最上嗣生 |
|                                      |                            |                                                                          |
| 演出                                 | 演出                       | 小林守夫 （久保宗一郎）                                                  |
| 翻訳                                 | 翻訳                       | 木原たけし （山門珠美）                                                  |
| 調整                                 | 調整                       | 前田仁信                                                                 |
| 効果                                 | 効果                       | T・F・Cグループ                                                          |
| 制作                                 | 制作                       | 東北新社                                                                 |
| 初回放送                             | 初回放送                   | 1980年11月2日 『日曜洋画劇場』 30分延長枠 正味115分                      |

※日本語吹替はDVD発売の際、カットされた部分を追加録音（独自でBGMを追加していた部分など一部再録）したものが収録された。
※字幕翻訳：高瀬鎮夫。

## 主な受賞歴

### アカデミー賞
受賞
アカデミー助演女優賞：イングリッド・バーグマン
ノミネート
アカデミー主演男優賞：アルバート・フィニー
アカデミー脚色賞：ポール・デーン
アカデミー撮影賞：ジェフリー・アンスワース
アカデミー衣裳デザイン賞：トニー・ウォルトン
アカデミー作曲賞：リチャード・ロドニー・ベネット

### 英国アカデミー賞
受賞
助演男優賞：ジョン・ギールグッド
助演女優賞：イングリッド・バーグマン
アンソニー・アスキス賞：リチャード・ロドニー・ベネット
ノミネート
作品賞
監督賞：シドニー・ルメット
主演男優賞：アルバート・フィニー
撮影賞：ジェフリー・アンスワース
美術賞：トニー・ウォルトン
衣裳デザイン賞：トニー・ウォルトン
編集賞：アン・V・コーテス

## 原作と本映画

### 原作者
原作者であるアガサ・クリスティは、それまで自作を映画化したものが全て不満足な出来であったため、自作の映画化を非常に嫌っていた。しかし本作で製作プロデューサーを務めた、イギリス女王の従兄弟でもある男爵ジョン・ブラボーンの説得により、映画化が可能となった。また、本作の成功でブラボーンはクリスティからの信頼を勝ち取り、以降クリスティ作品の映画化を数多く手がけることとなる。

### 相違点
原作とは若干登場人物の名前が異なる。例えば鉄道会社の重役ブークがビアンキに、被害者の召使マスターマンがベドウズに変更されている。また原作では事件発生前、ポワロはシリアで現地フランス陸軍の事件を解決するが、本作ではイギリス軍の事件を解決している。
ポワロの事件解決後、乗客たちはワインで乾杯を行う。DVD特典映像の監督インタビューによれば、本作はオールスターキャストであるので、カーテンコールの意味合いで設けたシーンであるという。

## その他
蒸気機関車
この映画に登場する蒸気機関車の230G-353は、現在もフランス国鉄が丁寧な整備を施し、動態保存している。1988年には、フジテレビ開局30周年・JRグループ発足1周年記念事業として行われた企画『HITACHIカルチャースペシャル・オリエント・エクスプレス '88』において、「パリ発東京行き列車」のオープニングを飾る機関車として、その大役を果たしている。
客車は、当時国際寝台車会社の車両を使用した（原作に描かれたような）オリエント急行が運行されなくなって年月が経過し、まともな状態で現存しているものがなかったため、ベルギーの博物館に保存してあるもの等を参考に独自に作成された。カメラワークのための空間を広く取った撮影用の車両ではなく、実際とほぼ変わらない大きさの車両に作られた。出演俳優は、その窮屈さが撮影に緊張感を与えたとコメントしている（DVD版特典映像のインタビューより）。
監督
監督であるシドニー・ルメットは、本作を「スフレのような陽気な映画」と例える一方で、そういう映画が作れるかどうか不安だったという。また、これまでの過去の監督作品は本作と比較して「平たいパンケーキのような映画」と評している。しかし、ポール・デーンが執筆した巧みなプロットを見て、監督を引き受ける気になったとも語っている。また、本作がなければ2年後に撮る『ネットワーク』は作れなかったともコメントしている。
演出と音楽
本作は、オールスターキャストの娯楽作品を志向して作られた。そのため、殺人事件が題材であるにもかかわらず、全体に明るい雰囲気が保たれるよう工夫されている。オリエント急行はワルツに乗って出発し（試写を見たバーナード・ハーマンは「その列車は『死の列車』なのだぞ」と激怒したとされる）、音楽の邪魔になる効果音は徹底的に排除された（オリエント急行のほとんどの音を録音していたマニアなスタッフがいて、映画のために効果音を提供したが、ほとんど使われなかったことにショックを受け、撮影現場を去った）。配役名が出るだけのオープニングでは、映画館でひいきの俳優に対し、観客が拍手したという。エンディングでは、カーテンコールのかわりとして、陰惨な事件に関わったにもかかわらず、乗客たちが互いに抱擁し、乾杯するシーンが描かれる。
ポアロ役
探偵ポアロを演じたアルバート・フィニーは観客が素顔を忘れてしまうほどの凝った役作りで好評だったが、彼のポアロ役はこの一作きりで、以後、アガサ・クリスティ原作の映画化は全てピーター・ユスティノフがポアロを演じている。原作の設定などに比べて非常に若いポアロであった（当時38歳、初登場時のユスティノフやリメイク版のケネス・ブラナーはいずれも57歳）。